# Эмерсон, Эдит
Эдит Эмерсон (англ. Edith Emerson; 27 июля 1888, Оксфорд — 21 ноября 1981, Филадельфия, Пенсильвания) — американская художница, писательница и иллюстратор.

## Биография
Эдит Эмерсон родилась в 1888 году в семье археолога и профессора Альфреда Эмерсона. Её мать, Элис Эдвардс Эмерсон, была пианисткой и профессором музыки. Её сестра, Гертруда Эмерсон Сен, была писательницей, а её брат, Альфред Эдвардс Эмерсон-младший, был биологом. Вместе с семьёй посетила Японию, Китай, Индию и Мексику. В 12 лет училась у Олафа Браннера. В 15 лет поступила в Чикагский институт искусств. Позже училась у Джона Вандерпола и Томаса Вуда Стивенса. Также была студенткой Пенсильванской академии изящных искусств. В 1914 и 1915 годах получила стипендию Cresson Traveling Scholarship, которая позволила ей путешествовать по Европе. С 1918 по 1927 год и с 1932 по 1945 год выставлялась в Пенсильванской академии изящных искусств. Писала статьи для журнала The American Magazine of Art и занималась преподаванием.
Её спутницей жизни была Вайолет Окли.